# Bosilegrad
Bosilegrad (Servisch: Босилеград) is een gemeente in het Servische district Pčinja.
Bosilegrad telt 9931 inwoners (2002). De oppervlakte bedraagt 571 km², de bevolkingsdichtheid is 17,4 inwoners per km².
De etnische Bulgaren vormen 71,8 procent van de bevolking (volkstelling 2011) en zijn hiermee ruim in de meerderheid.

## Plaatsen in de gemeente
| - Barje - Belut - Bistar - Bosilegrad - Brankovci - Bresnica - Buceljevo - Gložje - Goleš - Gornja Lisina - Gornja Ljubata - Gornja Ržana - Gornje Tlamino | - Grujinci - Doganica - Donja Lisina - Donja Ljubata - Donja Ržana - Donje Tlamino - Dukat - Žeravino - Zli Dol - Izvor - Jarešnik - Karamanica - Milevci | - Mlekominci - Musulj - Nazarica - Paralovo - Ploča - Radičevci - Rajčilovci - Resen - Ribarci - Rikačevo - Crnoštica |